# Hitomi Obaraová
Hitomi Obaraová, rozená Sakamotová, (japonsky 小原 日登美; 4. ledna 1981 Hačinohe – 18. července 2025) byla japonská zápasnice. V roce 2012 vybojovala na Olympijských hrách v Londýně zlato v kategorii do 48 kg ve volném stylu. Osmkrát vybojovala titul mistryně světa, dvakrát zvítězila na mistrovství Asie a v roce 2010 vybojovala bronz na Asijských hrách.